# 奈厄布拉勒鎮區 (內布拉斯加州諾克斯縣)
奈厄布拉勒鎮區（英語：Niobrara Township）是位於美國內布拉斯加州諾克斯縣的一個行政鎮區。

## 地方資料
奈厄布拉勒鎮區的面積為60.57平方千米，當中陸地面積為58.12平方千米，而水域面積為2.45平方千米。根據2020年美國人口普查的數據，當地共有人口416人，而人口密度為每平方千米6.87人。